# Die letzte Welt

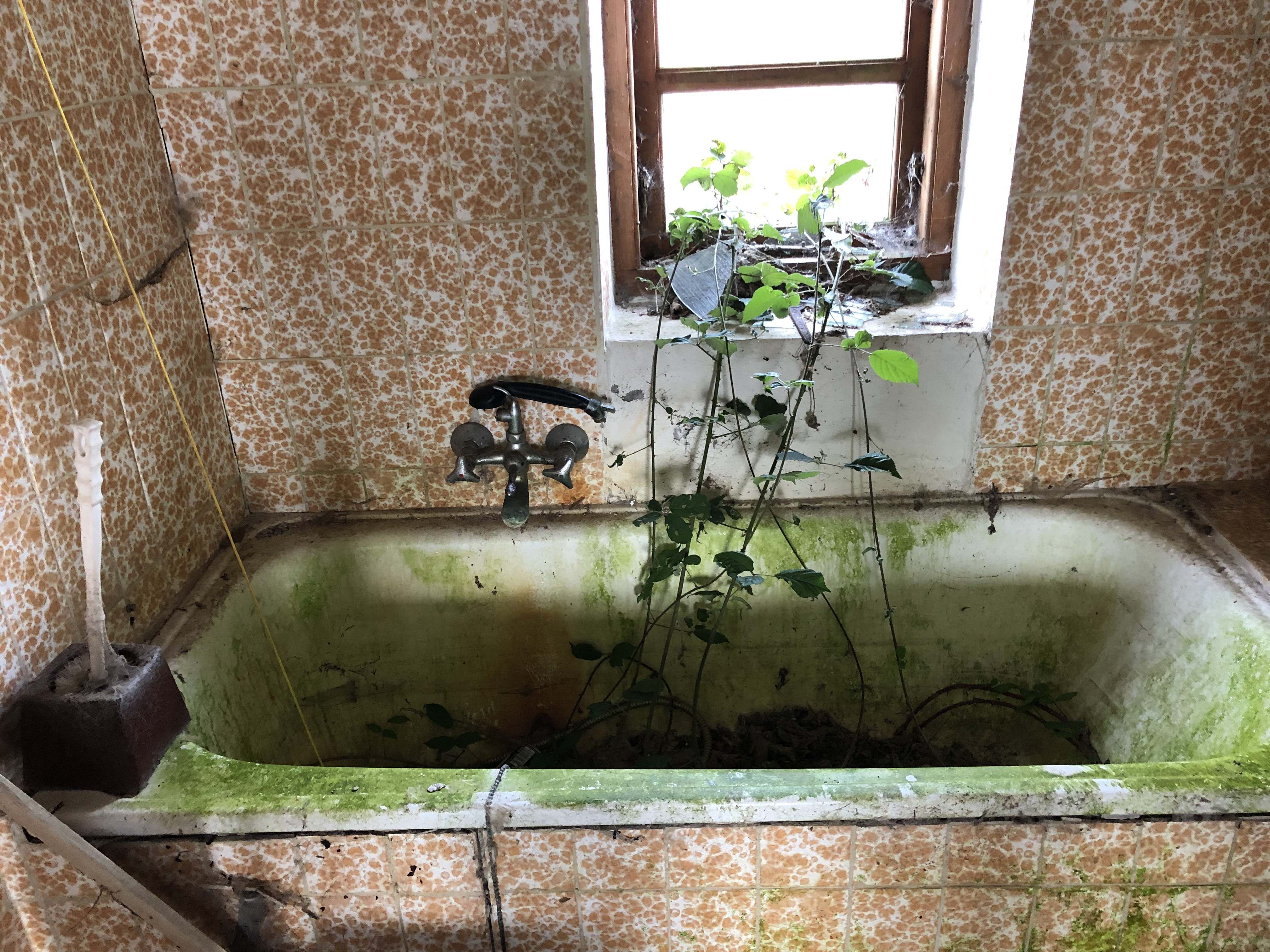
Verlassenes Haus in Dänemark. Das Bild gibt die Atmosphäre der "Letzten Welt" gut wieder: Verfall, begleitet von negativen Erfahrungen und Gefühlen, während die Natur sich ihren Bereich zurückerobert.

Die letzte Welt ist ein Roman von Christoph Ransmayr, der 1988 veröffentlicht wurde. Er gilt als einer der bedeutendsten Romane der Postmoderne in deutscher Sprache, wobei er sich keinem Genre eindeutig zuordnen lässt. Ransmayr macht darin „Ovids Verwandlungsmythen zum Material eines Spiels, das die Metamorphosen weiter- und umerzählt.“ Dabei lässt sich keine eindeutige Trennung zwischen altem und neuem Text vornehmen. Auf vielfältige Weise zieht sich das Leitmotiv, die unablässige Verwandlung, durch die verschiedenen Ebenen der Geschichten.

## Entstehung des Romans
Ursprünglich sollte bzw. wollte Ransmayr im Auftrag Hans Magnus Enzensbergers eine neue Übersetzung von Ovids Metamorphosen in Prosa anfertigen. Über verschiedene Stufen entwickelte sich der Text aber „zu einem eigenen Roman, der zwar auf die Metamorphosen rekurriert, sie jedoch nurmehr als Ausgangs- und Endpunkt heranzieht und in eine eigene Welt und einen eigenen Sinnzusammenhang transponiert.“ Dabei war Ovids spielerische Phantasie, mit der er seinerzeit die ausgewählten Geschichten aus ihrem kultisch-religiösen Bezug herauslöste und in seinen eigenen philosophischen Kontext einfügte, Maßstab und Vorbild für Ransmayr. Er verwendete überdies nicht nur Ovids Dichtung, sondern ließ sich auch inspirieren von Schilderungen und Angaben aus den Tristia und den Epistulae ex Ponto, den Briefen, die Ovid aus der Verbannung schrieb.

## Handlung
Überblick
Die Haupthandlung spielt in den ersten beiden Jahrzehnten unserer Zeitrechnung. Ein gebildeter Römer namens Cotta reist nach Tomi um Gerüchte zu untersuchen, dass sein Freund Naso (das ist der Beiname des Dichters Ovid) dort im Exil verstorben sei. Er hofft auch, eine Abschrift von dessen Metamorphosen zu finden, da der Dichter selbst vor der Fahrt an den Verbannungsort das damals einzige Exemplar verbrannt hatte.
Die Stadt verfällt sichtlich und wird von der Natur zurückerobert. Erst ist der Eindruck der Kälte vorherrschend, später der der Hitze. Die Bewohner sind seltsam und abweisend, bei näherem Kennenlernen erscheinen sie als Figuren aus Nasos/Ovids Metamorphosen, und manche ihrer Erlebnisse und erzählten Geschichten ähneln denen dieser Dichtung. Cotta findet zwar Spuren des Dichters, nicht jedoch ihn selbst und auch nicht die gesuchte Abschrift. Am Schluss hat sich Cotta an die Verhältnisse gewöhnt. Von einer Rückkehr nach Rom ist nicht mehr die Rede, stattdessen geht er wie Naso ins Gebirge. 
In Rückblenden erzählt Ransmayer, allerdings teilweise abweichend von historisch nachweisbaren Fakten, wie Nasos Leben und seine literarischen Veröffentlichungen durch eine Verkettung von Ereignissen zu seiner Verbannung aus Rom führten:  Bereits seine ersten Werke kritisierten den streng geordneten Machtapparat Roms, und eine gewagte allegorische Rede bei der Eröffnung eines Stadions, die die notwendige Ehrerbietung gegenüber dem Imperator vermissen ließ, führte trotz seines literarischen Erfolgs und seiner Beliebtheit bei der Bevölkerung zur Verbannung an das entlegene Schwarze Meer. 
Wie die Metamorphosen aus 15 Büchern bestehen, hat Ransmayr seinen Roman in 15 Kapitel aufgeteilt:
Kapitel 1
Obwohl es April ist, ist es kalt. Mit einem Schiff kommt Cotta in Tomi an, dort findet er eine Unterkunft beim Seiler Lycaon. Nach einigen Tagen erfährt er, Naso habe mit seinem Diener Pythagoras in Trachila gelebt, einem Dorf hoch in den Bergen. Dort findet er zwischen Ruinen einen beschrifteten Stofffetzen, der von Naso stammen könnte, dessen noch erhaltenes Haus und dessen Diener, der aber anscheinend geistig verwirrt ist. Dennoch erzählt er ihm von Nasos letztem Tag in Rom, vor allem von der Verbrennung der Manuskripte.
Kapitel 2
Cyparis, ein Liliputaner, kommt wie jedes Jahr in Tomi an, um dort Filme vorzuführen, die von antiker Mythologie inspiriert sind und großen Anklang bei den Bewohnern finden. Dieses Mal ist es der Mythos von Alcyone und Ceux, die sich letztendlich in zwei Eisvögel verwandeln. Die Erzählung der Handlung des Films vermischt sich mit den Beschreibungen der Reaktionen des Publikums.
Kapitel 3
Das Kapitel schließt an die Endszene von Kapitel 1 an, wo Cotta sich in Nasos Haus aufhält. Als Pythagoras hört, dass Cotta ein Buch sucht, führt er ihn in den verwilderten Garten, wo auf großen Steinen eingemeißelt ist, dass er, Naso, sein Buch nun vollendet habe und dass es ihn unsterblich machen werden. Bei Cotta weckt das Erinnerungen an Nasos Lesungen in Rom, dessen stolze Rede zur Eröffnung eines neuen Stadions und wie diese zur Ursache von Nasos Verbannung wurde.
Kapitel 4
Cotta will in Nasos Haus übernachten, hat aber Alpträume und flieht mitten in der Nacht nach Tomi zurück. Unterwegs meint er Lycaon als Wolf zu sehen. In Tomi feiern die Einwohner anlässlich des Endes des „zweijährigen“ Winters eine Art orgiastischen Karneval, den mitzumachen sie ihn zwingen. Die Masken sind dabei Verballhornungen römischer Götter und einiger Sagengestalten, möglicherweise hatte Naso sie dazu stimuliert. In einer verkleideten Figur meint Cotta, Naso zu erkennen, aber es ist Battus.
Kapitel 5
Mai und es wird warm. Cotta lernt die junge, als Dorfhure verschriene Echo kennen und schätzen. Obwohl sie sonst Sätze nur wiederholt, wird sie gesprächig, wenn es um Naso geht. Sie berichtet, er sei oft von Trachila gekommen, habe in Tomis Häusern Herdfeuer entzündet und behauptet, in den Flammen Geschichten zu sehen, die er den Bewohnern erzählte. Er hätte ein Buch über Steine geschrieben, glaubt sie. Cotta erinnert sich an seine erste Begegnung mit Naso in Rom. Cyparis zeigte in der Zwischenzeit weitere Filme, doch ein eifriger Missionar protestiert dagegen und vertreibt so Cyparis für immer aus Tomi.
Kapitel 6
Es wird ungewöhnlich heiß. Cotta und Echo scheinen ein Paar zu sein, was die Bewohner von Tomi misstrauisch macht. Rückblick auf Rom nach Nasos Verbannung: er wird als Systemkritiker missbraucht, seine Gnadengesuche sind aussichtslos, Freunde erhalten keine Erlaubnis, ihn zu besuchen. Nasos Haus in Rom verfällt wie die Orte am Schwarzen Meer. Auch unter Tiberius ändert sich nichts. In Rom läuft schließlich das Gerücht um, Naso sei tot. Dadurch wir er erst recht subversiv. Um dem zu begegnen, lassen die Behörden eine Gedenktafel an seinem Haus anbringen.
Kapitel 7
In einer weiteren Rückblende werden die politischen Verhältnisse in Rom angedeutet und Cottas Reise motiviert. Echo berichtet Cotta ausführlich von Naso. Cottas Unbeherrschtheit zerstört die Liebesbeziehung zu Echo, sie bleiben aber enge Freunde. Echo wiederholt Nasos Geschichten, wo die Protagonisten als Steine enden; dann die Sage von Deucalion und Pyrrha. Cotta schreibt diese Erzählungen auf und nennt sie das Buch der Steine. Nach einer (imaginierten?) Unwetternacht ist und bleibt Echo verschwunden.
Kapitel 8
Pythagoras kauft in Famas Laden ein, für den Fall, dass Naso zurückkehrt. Fama hält eine Flucht Nasos für aussichtslos. Cotta begleitet Pythagoras ein Stück und fühlt sich dabei Naso und den Bewohnern von Tomi immer ähnlicher. Er besucht Arachne, um sich ihre Webereien anzusehen. Sie sind dominiert vom Thema Fliegen, darunter die Geschichte des Icarus. Von Versteinerungen hatte Naso ihr nie etwas erzählt.
Kapitel 9
Während der glühenden Augusthitze erscheint ein ehemaliges Schlachtschiff, die Argo, mit ihrem Kapitän, Iason. Außer Neuigkeiten und Waren transportiert es Flüchtlinge und Auswanderer, die in den Städten am Schwarzen Meer aber unwillkommen sind. Unter den eingetauschten Waren ist auch ein von Fama bestelltes Episkop, es ersetzt die Filmvorführungen Cyparis’. Die Bewohner sind fasziniert, besonders Battus ist wie besessen von dem Gegenstand und betreibt es, doch er erstarrt zu Stein, als es nicht mehr funktioniert.
Kapitel 10
Battus’ Mutter zerstört den Apparat endgültig und stellt ihren versteinerten Sohn wie eine Statue bei sich im Laden auf. Es ist Herbst und es regnet. Cotta hat sich der Stadt Tomi angepasst; als ihm scheint, dass ihn die ‚römische Vernunft‘ verlässt, will er unbedingt Naso finden und macht sich auf den Weg nach Trachila.
Kapitel 11
Durch die von Erdrutschen stark veränderte Berglandschaft wandert Cotta unter großen Schwierigkeiten Richtung Trachila, er entdeckt dabei die untergegangene Bergarbeiterstadt Limyra, wo er übernachtet und sich das erste Mal seit seiner Ankunft geborgen fühlt. Am nächsten Tag erreicht er Trachila; das erste, was er sieht, ist ein halbverwester Wolf.
Kapitel 12
Trachila ist von einer Steinlawine fast ganz zerstört worden. Aus der Ferne glaubt Cotta Naso zu erkennen, der Pythagoras etwas diktiert, was dieser auf ein Band schreibt. Beim Näherkommen verwandeln sie sich in ein Steinmal und einen Kiefernstamm. Doch der Herd raucht tatsächlich und auch das Band ist da und die Schrift darauf lesbar. Verstört bleibt Cotta zwei Tage in Trachila und sammelt die Stofffetzen an den vielen Steinmalen ein, auf denen Worte von Naso zu lesen sind. In Tomi zurück, entdeckt er, dass Lycaon verschwunden ist.
Kapitel 13
Die vielen Erdrutsche zwingen die Bergbewohner nach Tomi, was zu Konflikten führt. Cotta, nun allein im Haus des Seilers, hängt dort die mitgebrachten Fetzen auf und konfrontiert die Stadtbewohner damit, die sich aber nicht dafür interessieren. Pythagoras war es, der die Worte Nasos aufschrieb, wo es Gelegenheit dazu gab. Cotta verbringt immer mehr Zeit mit Fama, die ihm viel erzählt. Tomi erweist sich als eine Stadt der Flüchtlinge, von denen viele aber wieder verschwinden. Einer von ihnen ist Thies, der trotz eines harten Schicksals seinen Platz in der Stadt gefunden hat.
Kapitel 14
Der Winter schreitet voran, statt Schnee und Kälte bringt er warmen Regen, sodass die Vegetation einschließlich Schimmelpilzen immer weiter um sich greift. Cotta hat den Verdacht, dass auf den Stofffetzen Ereignisse in Tomi vermerkt sind. Philomela, die totgeglaubte Schwester Procnes, kehrt nach Jahren wieder zurück. Ihr Gesicht ist zerstört, ihre Zunge herausgerissen und sie ist anscheinend wahnsinnig. Aus einer Geste ist zu schließen, dass sie von Tereus einst vergewaltigt und verstümmelt worden war.
Kapitel 15
Tereus kommt vom Fischen zurück und trägt seinen von Procne aus Rache für Philomela erstochenen Sohn Itys ins Haus. Dann verfolgt er Procne mit einer Axt. Die flüchtet sich mit Philomela in Cottas Haus. Am Morgen erscheint Tereus mit der Axt, doch die Frauen verwandeln sich in eine Schwalbe und eine Nachtigall und der Schlachter in einen Wiedehopf. Cotta entdeckt, dass dieses Ende schon auf den Fetzen stand, wie auch das der Stadt Tomi, das jedoch noch nicht eingetreten ist. Ihm scheint, dass Naso in seinen Metamorphosen nicht nur Vergangenes verarbeitet, sondern auch Zukünftiges vorausgesehen hat. Der verstörte Cotta macht sich nochmals auf nach Trachila, um ein Stoffstück zu finden, auf dem sein eigener Name steht.

## Charaktere
Nur Cotta, Naso bzw. Ovid und Kaiser Augustus sind historisch verbürgte Figuren des Romans. Alle anderen hat Ransmayr Ovids mythologischem Werk entnommen. 
- Alcyone, Figur eines Dramas, das Cyparis vorführt
- Arachne, taubstumme Weberin von Tomi. Gichtkrank. Ihre künstlerischen Webereien sind von Nasos Erzählungen inspiriert. Sie verständigt sich durch Lippenlesen und Fingeralphabet.
- Augustus, Kaiser Roms zu Lebzeiten Ovids
- Battus, Epileptiker, Sohn der Krämerin Fama
- Ceyx, Figur eines Dramas, das Cyparis vorführt
- Cotta, Hauptfigur, die sich auf der Suche nach Ovid nach Tomi begibt. Vorbild ist Ovids Freund Cotta Maximus Messalinus, der den Dichter jedoch nie besuchte.
- Cyane, Frau des verbannten Ovid
- Cyparis, zwergwüchsiger wandernder Filmvorführer
- Echo, Vertraute Cottas, eine schöne Frau, die ein wandernder, schmerzhafter Schuppenfleck entstellt. Wiederholt die Sätze, die sie hört, anstatt Antwort zu geben. Hat immer wieder Liebhaber, die sie mit Waren bezahlen.
- Fama, Krämerin von Tomi und Mutter von Battus. Sehr gesprächig.
- Itys, Sohn des Schlachters Tereus und seiner Frau Procne
- Lichas, ein Missionar der Altgläubigen
- Lycaon, Seiler von Tomi, vermietet Cotta ein Zimmer. Scheint sich hin und wieder in einen Wolf zu verwandeln.
- Marsyas, Köhler aus Limyra, einfältiger Freier Echos, der ihr gegenüber aber freundschaftliche Gefühle entwickelt
- Naso, Beiname Ovids aufgrund seiner großen Nase, mit dem der Dichter im Roman bezeichnet wird
- Phineus, Schnapsbrenner und Wirt Tomis. In seiner Kneipe treffen sich Personen, die sich sonst nicht vertragen.
- Procne, kränkliche und stark übergewichtige Frau von Tereus, dem Schlachter
- Proserpina, Verlobte des Thies, des Totengräbers von Tomi
- Pythagoras, verwirrter Knecht Nasos
- Tereus, gewalttätiger Schlachter Tomis und Ehemann Procnes
- Thies (Dis Pater), Salbenrührer und Totengräber, der durch einen Krieg von Friesland nach Tomi verschlagen wurde. Posttraumatische Belastungsstörung. Durch einen Unfall bei der Desertion verlor er mehrere Rippen.

## Raum, Zeit und Naturgesetze im Roman
Scheinbar spielt der Roman an zwei eindeutig identifizierbaren Orten, Rom und Constanța am Schwarzen Meer, dem ehemaligen Tomis, im Roman zu Tomi verfremdet. Sie bilden extreme Gegensätze: auf der einen Seite das glanzvolle Zentrum des Römischen Reiches, auf der anderen Seite die dem Verfall preisgegebene Stadt an der Peripherie. Ist Rom geografisch noch fassbar, so gilt das für das Tomi des Buchs nicht: statt einer weiten Ebene, wie es in der Realität der Fall ist, liegt hinter der Küste ein hohes Gebirge, das eher an den Kaukasus erinnert. Schon dies zeigt, wie frei der Autor mit den vorgegebenen Elementen spielt. Deutlich wird das auch beim Umgang mit der Zeit: Auf den ersten Blick ist es die Antike, doch immer wieder erscheinen Gegenstände in der Erzählung, die es erst seit dem letzten Jahrhundert gibt, wie ein Filmprojektor oder ein Bus. Diese Ahistorizität beschränkt sich nicht nur auf Tomi, Rom hat beispielsweise Buchläden mit Schaufenstern und die sizilianische Villa eines Senators verfügt über ein Walzerorchester. Mehr noch, auch die Grundkategorie unseres Zeitempfindens, der Ablauf der Zeit von der Vergangenheit über die Gegenwart in die Zukunft, wird am Schluss des Romans in Frage gestellt: Cotta, der Protagonist, erkennt, dass seine eigenen Erlebnisse in Tomi einige der scheinbar in lange vergangener Zeit spielenden Mythen der Metamorphosen darstellen, sodass Naso mit der Vollendung seines Werks eigentlich die Zukunft erzählt hat. Die Schlüsselsage in dieser Hinsicht ist die von Deucalion und Pyrrha, deren Ende sich noch nicht vollzogen hat. Mit anderen Worten, der Roman ist nicht nur ahistorisch, sondern auch achronisch.
Überdies werden teilweise die gewohnten Naturgesetze außer Kraft gesetzt, so entsteht in wenigen Tagen mit dem Olymp (der ohnehin nicht am Schwarzen Meer liegt) ein neuer gewaltiger Berg, und eine Romanfigur, Battus, verwandelt sich in Stein, Lycaos wahrscheinlich in einen Wolf. Die letzte Welt unterliegt also keiner realistischen Literaturkonzeption. Stattdessen besteht das Prinzip darin, alle Erwartungen der Leser zu durchbrechen. Das Verwirrspiel wird erst am Schluss andeutungsweise geklärt.

## Themen

### Das Hauptthema: Die ständige Verwandlung
Schon der Erste Satz schlägt das Thema an und erinnert an die visuellen Metamorphosen von M. C. Escher:
„Ein Orkan, das war ein Vogelschwarm hoch oben in der Nacht, ein weißer Schwarm, der rauschend näher kam und plötzlich nur noch die Krone einer ungeheuren Welle war, die auf das Schiff zusprang.“
„Keinem bleibt seine Gestalt“ ist der aus den Metamorphosen übernommene Schlüsselsatz. Dies wird in zahlreichen Variationen durchgespielt: auf der Ebene der Cotta-Erzählung besteht die Wandlung im allmählichen Verfall der Stadt, der Erosion der Landschaft, der Auffaltung neuer Gebirge, dem Wachsen und Welken der Pflanzen. Das Wetter wechselt zwischen Extremen, indem es erst lange Zeit kalter Winter und dann heißer und trockener Sommer ist. Auch auf den Wandel des Klimas finden sich in dem 1988 verfassten Buch bereits deutliche Hinweise. Cotta selbst durchläuft eine Wandlung von einem der Langeweile entfliehenden, ehrgeizigen Römer zu einem schicksalsergebenen und verwirrten Bewohner Tomis. Die Ovidschen Metamorphosen finden Eingang sowohl als eingeschobene Episoden als auch als Romangeschehen selbst. Zu ersteren gehören die von Cyparis gezeigten Filme, der Traum Cottas in Trachila oder die Erzählungen Echos. Zur Haupthandlung des Romans gehören unter anderem die Figuren des Pythagoras,  Philomelas und Procnes, die es bereits bei Ovid gibt. Andere Verwandlungen entstehen durch verzerrte Wahrnehmung, beispielsweise als Cotta irrtümlich einen Kiefernstamm für Naso hält oder durch die Vergrößerungen des Episkops. Die Verkleidung beim Fastnachtsfest bewirkt zeitweisen Wandel, sowohl im Aussehen als auch im Verhalten der Figuren.
Aus dem Blickwinkel der menschlichen Zivilisation sind die Richtungen der Wandlung im Roman nicht ausgewogen. Es überwiegt die Bewegung zur Verschlechterung, zur Vernichtung, zum Tod, ausgedrückt bereits im Titel „Die letzte Welt“ mit seinen „apokalyptischen Konnotationen.“ Die Zukunft selbst der belebtesten Landschaft sei Wüste, sagt Ransmayer selbst.
Letzten Endes ist die Grundidee des Romans selbst eine Mutation der antiken Textvorlage zu einem literarischen Werk des 20. Jahrhunderts

### Rationalität
Die anscheinend festgefügten politischen Verhältnisse in Rom bilden den Gegensatz zur Auflösung der gesetzlichen und sozialen Strukturen in Tomi. Zwar sehnt sich Cotta zwischendurch nach der „Vernunft Roms“ zurück, doch dient jene Vernunft nicht der Aufklärung und Mäßigung, sondern dem reibungslosen Funktionieren des kaiserlichen Machtapparates. Aber die ‚Wildnis‘ ist keine Alternative, in ihr herrschen ungezügelte Aggressivität und Destruktivität, wie an den Gewalttätigkeiten von Tereus, aber auch an den vielen kleineren, mit physischen Mitteln ausgetragenen Konflikten und den Verwundungen der Figuren zu erkennen ist. Alle Zivilisation hat nicht verhindern können, dass der Mensch dem Menschen ein Wolf ist, dieses düstere Menschenbild erscheint in vielen der Romanfiguren auf. Ransmayrs Zweifel am Nutzen der Vernunft spiegelt sich auch darin, dass die Rationalität in der Welt von Tomi zur Lebensbewältigung nicht taugt und die Figuren sich ihrer nicht bedienen. Überdies konstruierte der Autor seinen Text so, dass es nicht einmal dem heutigen Leser der letzten Welt gelingt, das Geschehen logisch zu deuten.

### Realität und Schein
Im Roman wird die „Wirklichkeit“ erst erfunden, oder genauer, aus vorgefundenen Erfindungen neu zusammengesetzt. „Eine objektive, allen Menschen gleichermaßen verbindliche Vorstellung von der Wirklichkeit existiert in dem Roman nicht mehr,“ bemerkt Thomas Epple dazu. Das beginnt damit, dass sich manchmal nicht klären lässt, was genau passiert ist. Zum Beispiel bleibt offen, ob die Leiche des Wolfs in Trachila nun wirklich der verwandelte Lycaon ist oder warum die Nachbarn Cottas von dem nächtlichen Gewitter nichts bemerkt haben. Oft bleiben auch die Motive der Handelnden unklar. Warum zum Beispiel verschwindet Echo? Und das Verhalten Nasos gibt mehr als ein Rätsel auf, sofern er noch lebt, was auch zweifelhaft ist. Es irritiert auch die anscheinende Unsensibilität der Romanfiguren, deren Wertmaßstäbe, wenn überhaupt vorhanden, nicht die unsrigen sind. Was der heutige Leser als brutal empfindet, wird von den Figuren anscheinend als normal hingenommen.

Auch im Umgang mit dem verarbeiteten Stoff treibt der Autor ein Spiel mit Schein und Sein: Zunächst verweist er nicht auf die Realität, sondern auf einen anderen Text, also etwas Fiktives. Mit der Pointe am Schluss jedoch wird das, was der Protagonist für Fiktion hält, für ihn selbst zur Wirklichkeit, auf die er mit seinem erneuten Aufbruch nach Trachila reagiert. Mit anderen Worten: die Grenzen zwischen Realität und Imagination sind von beiden Seiten her durchlässig und die unterschiedlichen Ebenen – das Werk des historischen Ovid, das des Naso des Romans und das des Romanerzählers verschmelzen untrennbar ineinander. Dies ist auch der Grund, warum die Zeitbezüge im unklaren bleiben müssen bzw. keine Rolle spielen. Als am Ende der Erzählung 
„Der quälende Widerspruch zwischen der Vernunft Roms und den unbegreiflichen Tatsachen des Schwarzen Meers verfiel … streiften die Zeiten ihre Namen ab, gingen ineinander über, durchdrangen einander.“

### Wert der Schönheit und der Phantasie
Entfallen die Mittel des Verstandes, entsteht Raum für Phantasie. Die Bewohner Tomis sehnen sich nach Geschichten und ausdrucksstarken Bildern, um ihre hässliche und unfreundliche Realität zu überspielen und zumindest zeitweise zu vergessen. Die jährlichen Filmvorführungen sind das wichtigste Ereignis in der Stadt und Naso fasziniert die Menschen mit seinen Erzählungen. Auch das Episkop ruft Begeisterung hervor, weil es die Möglichkeit eröffnet, die verborgene Ästhetik der kleinen Dinge zu entdecken, am meisten für den geistesgestörten Battus. Bezeichnenderweise versteinert er, als das Gerät nicht mehr funktioniert. Die phantastischen Utopien der Sagen und Geschichten sind also ein Kontrapunkt zu den den Roman bestimmenden dystopischen Schilderungen, sind eine Wandlung zum Positiven, zu Befreiung und Erlösung.

## Sprache
Ovids Metamorphosen als Dichtung mit einem bestimmten Versmaß bedienen sich einer gehobenen Sprache, deren heutige Übersetzungen schwer verständlich sind. Ransmayer wählte gehobene Prosa, einerseits mit ausgefalteten hypotaktischen Perioden, andererseits mit Ellipsen. Den Schwebezustand zwischen Realität und Vorstellung drücken die zahlreichen Konjunktive aus. Der Mix der Zeitschichten erfordert ein „vollständig ausgenutztes Tempussystem“.

Das oft Rätselhafte und Unverständliche der Handlung wird durch präzise und detaillierte Beschreibungen der Landschaft und der Atmosphäre konterkariert, wobei zahlreiche Adjektive das Imaginierte dem Leser plastisch erscheinen lassen. Dabei dominieren Wörter, die auf Kälte, Scharfes, Ekelhaftes, Metallisches, Gewalt, Verfall, Vernichtung, Unheimliches, Schmerzhaftes und Verlust von Bewusstsein verweisen. Zwei Beispiele:  
„In Tomi gab es an größeren Häusern nur das Schlachthaus und eine finstere, aus Sandsteinblöcken aufgetürmte Kirche, deren Schiff mit feuchten Papierblumenkränzen, modernden Bildern, verrenkten, wie unter furchtbaren Torturen erstarrten Heiligenfiguren und einer eisernen Erlösergestalt geschmückt war, die im Winter so kalt wurde, dass den Andächtigen, die ihr verzweifelt die Füße küssten, manchmal die Lippen festfroren.“  

„Die Muren hatten kein Hochtal verschont: Wie urzeitliche, mit entwurzelten Kiefern und Heidekraut geschmückte Ungeheuer waren Schutt- und Schlammströme aus der wolkenverhangenen Höhe herabgekrochen, hinweg über Almen, verlassene Hütten und die Mundlöcher aufgegebener Bergwerksschächte.“
Kaum ein Satz kommt ohne mindestens eines solcher drastischer Wörter aus. Das gilt selbst für Geschehen, die gewöhnlich Hoffnung signalisieren: Der Frühling beginnt in der Letzten Welt mit Schneerosen und dem Duft von Essig. Mit Schneerosen sind Christrosen gemeint, die normalerweise im März blühen, doch die Wortbestandteile Schnee und Rosen suggerieren bei aller Schönheit Kälte und Stacheliges. Der Essig, sauer und scharf, ist das Schimmelmittel der Hausfrauen in der Antike. Selbst an einem „strahlenden Morgen im Oktober“ konnotiert Ransmayr Beschränkung und Degeneration mit den Worten: 
„ … am Rand eines meerblauen Himmels verfielen die letzten Türme einer Wolkenbarriere ...“

## Kritik
Einige führten den Erfolg des Romans ausschließlich auf die geschickte Vermarktung des Werkes durch den Greno Verlag und die Unterstützung Hans Magnus Enzensbergers zurück.

## Politische Brisanz
Dass der Roman politisch brisant ist, beweist ein Vorfall in Rumänien: Die dortigen Autoritäten wollten Die letzte Welt nicht in einer Anthologie zulassen, da „darin zu deutlich auf die rumänischen Verhältnisse und die Rolle des großen Conducător (Nicolae Ceaușescu) Bezug genommen werde.“ Ransmayr äußerte sich selbst dazu: „Ich habe damals eine fast kindliche Genugtuung darüber empfunden, dass immerhin ein Betroffener, der Zensor, eine Passage der Letzten Welt durchaus richtig verstanden hat.“

### Ausgaben
- Erstausgabe: Die letzte Welt. Roman. Mit einem Ovidischen Repertoire. Ziffernzeichnungen von Anita Albus. In: Die Andere Bibliothek, herausgegeben von Hans-Magnus Enzensberger. Greno, Nördlingen 1988, ISBN 3-89190-244-1.
- Taschenbuchausgabe: Fischer Tb 1690. Fischer-Taschenbuch-Verlag, Frankfurt am Main 1991, ISBN 3-596-29538-6.
- Gebundene Ausgabe: Fischer, Frankfurt am Main 2008, ISBN 978-3-10-062939-5.
- Ausgabe in der Reihe Spiegel Edition: Spiegel Verlag 2006/2007. Mit einem Nachwort von Volker Hage. ISBN 978-3-87763-025-9
- Hörbuch: Christoph Ransmayr liest Christoph Ransmayr: Die letzte Welt. Ungekürzte Autorenlesung. ORF. Regie: Harald Krewer. Argon, Berlin 2008, ISBN 978-3-86610-431-0. 8 CDs mit Booklet.

### Sekundärliteratur
- Thomas Epple: Christoph Ransmayr, Die letzte Welt, München 1992 (Oldenbourg Interpretationen mit Unterrichtshilfen, Nr. 59), ISBN 3-486-88658-4.
- Esther Felicitas Gehlhoff: "Wirklichkeit hat ihren eigenen Ort – Lesarten und Aspekte zum Verständnis des Romans 'Die letzte Welt' von Christoph Ransmayr", Paderborn 1999, ISBN 3-506-75068-2.
- Martin Kiel: Nexus. Postmoderne Mythenbilder. Vexierbilder zwischen Spiel und Erkenntnis. Mit einem Kommentar zu Christoph Ransmayrs „Die letzte Welt“. Frankfurt 1996, ISBN 3-631-30055-7.
- Uwe Wittstock (Hrsg.): Die Erfindung der Welt – Zum Werk von Christoph Ransmayr. Fischer tb, 2004.
- Thomas Neukirchen: „Aller Aufsicht entzogen“: Nasos Selbstentleibung und Metamorphose. Bemerkungen zum (Frei-)Tod des Autors in Christoph Ransmayrs Roman ‚Die letzte Welt‘. In: Germanisch-Romanische Monatsschrift 52 (2002) (FS Conrad Wiedemann), S. 191–209.